# روبرت نافارو
روبرت نافارو (بالفرنسية: Robert Navarro)‏ هو سياسي فرنسي، ولد في 1 مايو 1952 في فرنسا. حزبياً، نشط في الحزب الاشتراكي.

## مناصب
- في انتخابات البرلمان الأوروبي 2004، انتخب عضو في البرلمان الأوروبي عن دائرة فرنسا لترشحه ضمن قائمة الحزب الاشتراكي، وقد انضم خلال فترته النيابية (20 يوليو 2004 – 30 سبتمبر 2008) للكتلة البرلمانية التحالف التقدمي للاشتراكيين والديمقراطيين.
- انتخب member of the French Economic, Social and Environmental Council ‏.
- انتخب عضو مجلس الشيوخ الفرنسي.
- انتخب عضو مجلس جهوي.